# Diagrama de despliegue

Representación de un diagrama de despliegue.

El Diagrama de Despliegue es un tipo de diagrama del Lenguaje Unificado de Modelado que se utiliza para modelar la disposición física de los artefactos software en nodos (usualmente plataforma de hardware).
Muestra la arquitectura del sistema como el despliegue (la distribución) de los artefactos de software a los objetivos de despliegue.

## Elementos
Los elementos usados por este tipo de diagrama son nodos (representados como un prisma), componentes (representados como una caja rectangular con dos protuberancias del lado izquierdo) y asociaciones.

## Aspectos Generales
La mayoría de las veces el modelado de la vista de despliegue implica modelar la topología del hardware sobre el que se ejecuta el sistema. Aunque UML no es un lenguaje de especificación hardware de propósito general, se ha diseñado para modelar muchos de los aspectos hardware de un sistema a un nivel suficiente para que un ingeniero software pueda especificar la plataforma sobre la que se ejecuta el software del sistema.

## Usos
Algunos de los usos que se les da a los diagramas de despliegue son para modelar:
- Sistemas empotrados: Un sistema empotrado es una colección de hardware con una gran cantidad de software que interactúa con el mundo físico.
- Sistemas cliente-servidor: Los sistemas cliente-servidor son un extremo del espectro de los sistemas distribuidos y requieren tomar decisiones sobre la conectividad de red de los clientes a los servidores y sobre la distribución física de los componentes software del sistema a través de nodos.
- Sistemas completamente distribuidos: En el otro extremo encontramos aquellos sistemas que son amplia o totalmente distribuidos y que normalmente incluyen varios niveles de servidores. Tales sistemas contienen a menudo varias versiones de componentes software, alguno de los cuales pueden incluso migrar de un nodo a otro. El diseño de tales sistemas requiere tomar decisiones que permitan un cambio continuo de la topología del sistema.